# Macrocypris sapeloensis
Macrocypris sapeloensis är en kräftdjursart. Macrocypris sapeloensis ingår i släktet Macrocypris och familjen Macrocyprididae. Inga underarter finns listade i Catalogue of Life.